# 姫駅
姫駅（ひめえき）は、岐阜県多治見市姫町一丁目にある、東海旅客鉄道（JR東海）太多線の駅である。駅番号はCI04。

## 歴史
現在の姫駅は改軌された際に新線上に設置された2代目である。旧線時代、姫治村村内には大字大藪に大藪口駅、大字下切に姫駅（初代）が設置されていたが、改軌に伴う新線移行の際に姫駅（初代）は廃止された。新線上の姫駅（2代）は大字大藪に設置されており、このことから姫駅（2代）は大藪口駅の移転改称と扱う資料も散見される。
なお、初代姫駅が存在した大字下切には後に下切駅が開業している。

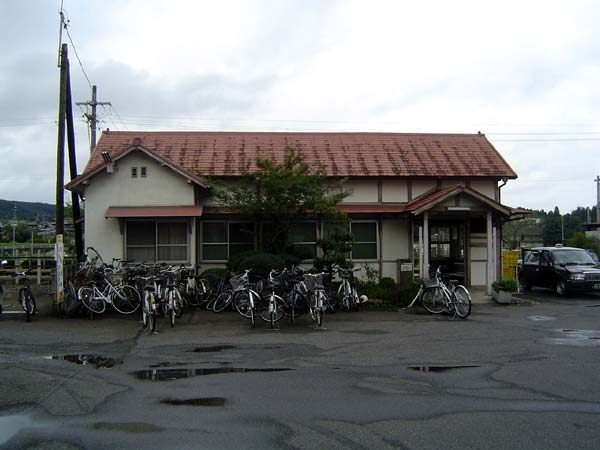
旧駅舎（2004年）

### 年表
- 1918年（大正7年）12月28日：姫治村大字下切に東濃鉄道（初代）の姫停留場として開業[2]。旅客営業のみ[2]。
- 1919年（大正8年）
  - （5月13日：姫治村大字大藪に大藪口停留場が開業。）
  - 3月27日：姫停留場が駅に昇格[2]。交換設備使用開始。貨物の取扱を開始[2]。
- 1926年（大正15年）9月25日：東濃鉄道の国有化により鉄道省太多線の駅となる[3]。
- 1928年（昭和3年）10月1日：姫駅（初代）廃止[4]。新線上の姫治村大字大藪に姫駅（2代目）開業[5]。
- 1959年（昭和34年）10月15日：貨物の取扱を廃止[2]。
- 1972年（昭和47年）5月1日：旅客取扱い要員を廃止し、運転扱い要員のみ継続配置[9]（平成初頭まで、駅前商店で切符を販売）。同時に荷物扱いを廃止[2]。
- 1987年（昭和62年）4月1日：国鉄分割民営化により、JR東海の駅となる[2]。
- 2005年（平成17年）12月20日：旧駅舎解体。
- 2006年（平成18年）：新駅舎が竣工。
- 2010年（平成22年）3月13日：ICカード「TOICA」の利用が可能となる[10]。

## 駅構造
相対式ホーム2面2線を有する地上駅。互いのホームは構内踏切で連絡している。ホームの有効長は4両である。そのため、かつて運転されていたホームライナー太多はドアカットを行なっていた。
多治見駅管理の無人駅。駅舎は扉のない構造でバリアフリーとするためスロープが設置されている。待合所がある。

### のりば
| 番線 | 路線      | 方向 | 行先               |
| ---- | --------- | ---- | ------------------ |
| 1    | CI 太多線 | 上り | 多治見方面         |
| 2    | CI 太多線 | 下り | 可児・美濃太田方面 |

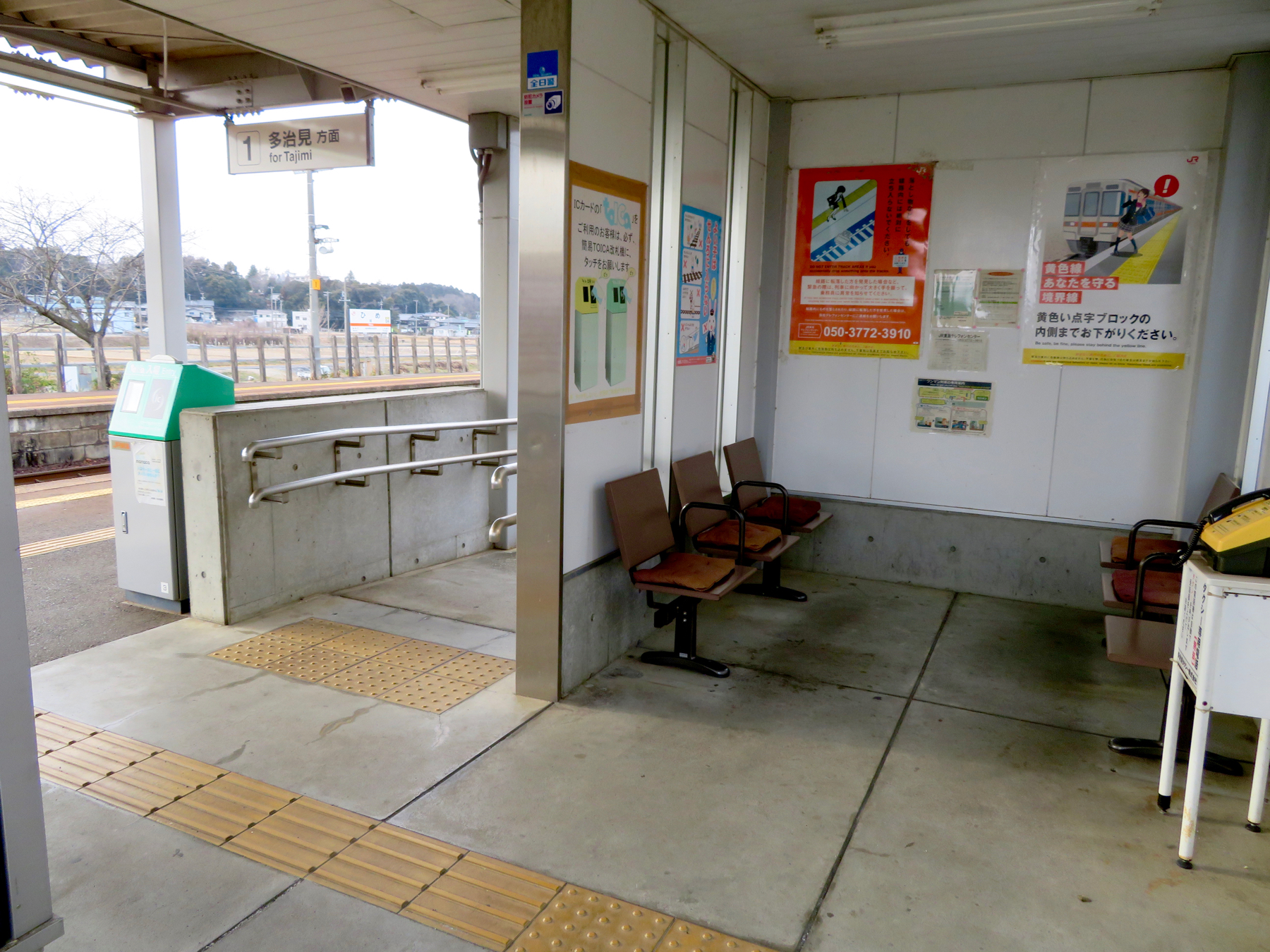
待合室
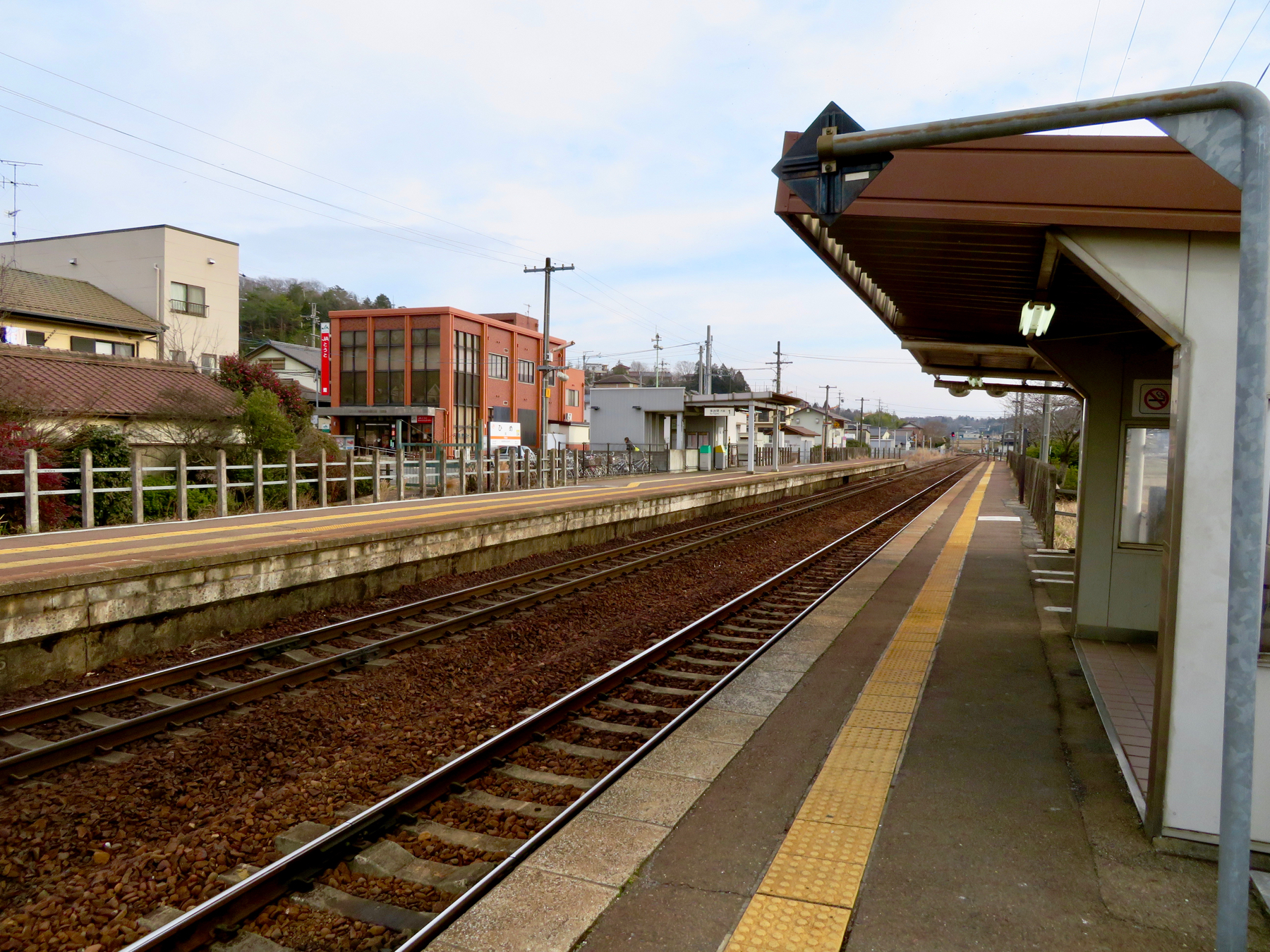
ホーム

## 利用状況
「統計たじみ」によると、1日の平均乗車人員は以下の通りである。
| 年度   | 一日平均 乗車人員 |
| ------ | ----------------- |
| 1998年 | 559               |
| 1999年 | 544               |
| 2000年 | 528               |
| 2001年 | 479               |
| 2002年 | 478               |
| 2003年 | 457               |
| 2004年 | 452               |
| 2005年 | 427               |
| 2006年 | 450               |
| 2007年 | 437               |
| 2008年 | 409               |
| 2009年 | 380               |
| 2010年 | 396               |
| 2011年 | 395               |
| 2012年 | 405               |
| 2013年 | 411               |
| 2014年 | 393               |
| 2015年 | 389               |
| 2016年 | 398               |
| 2017年 | 425               |
| 2018年 | 451               |

## 駅周辺
- 多治見市役所南姫事務所
- 多治見姫郵便局
- 多治見市立南姫中学校
- 多治見市立南姫小学校

## 隣の駅
東海旅客鉄道（JR東海）
CI 太多線
根本駅 (CI05) - 姫駅 (CI04) - 下切駅 (CI03)